# Рединг (футбольный клуб)
«Ре́динг» (полное название — Футбольный клуб «Рединг»; англ. Reading Football Club; английское произношение: [ˈrɛdɪŋ 'futbɔ:l klʌb]) — английский профессиональный футбольный клуб из города Рединг, графство Беркшир, Юго-Восточная Англия. Был основан в 1871 году.
С 1998 года домашние матчи проводит на стадионе «Мадейски», вмещающем более 24 тысяч зрителей.
Выступает в Лиге 1, третьем по значимости дивизионе в системе футбольных лиг Англии.
Прозвище клуба — «ройялс» (англ. The Royals) отражает местоположение команды в графстве Беркшир (англ. Royal County of Berkshire).

## История

### Конец XIX века
Основанный в 1871 году футбольный клуб «Рединг», в начале своей истории принимал участие только в кубковых матчах и товарищеских встречах. Первое участие клуба в Кубке Англии состоялось в 1877 году. Выступления клуба в национальном кубке были весьма неудачными, а в 1894 году команда была опозорена унизительным поражением, «Рединг» был разгромлен «Престоном» со счётом 0:18 уже в первом раунде турнира. В том же году «Рединг» получил право принимать участие в чемпионате Южной лиги. Лишь год спустя клуб получил профессиональный статус.

### Первая половина XX века
В первые годы XX столетия команда находилась в подвале английской футбольной лиги. Лишь в сезоне 1920-21-го годов команда оказалась в составе третьего дивизиона, в результате включения в него Южной лиги. Спустя пять лет, в 1926 году, команде удалось добиться успеха и выиграть чемпионат этого дивизиона, а в следующем 1927 году команда дошла до полуфинала Кубка Англии. В 1931 году клуб снова оказался в третьем дивизионе, в котором выступал все 1930-е годы, до начала Второй мировой войны. После войны, в сентябре 1946 году, «Рединг» одержал самую крупную победу в своей истории, команда разгромила «Кристал Пэлас» со счётом 10:2.

### Вторая половина XX века
В период с 1948-51-й годы команда дважды занимала третье место в южной зоне третьего дивизиона, но попасть во второй дивизион не могла, так как только победитель мог рассчитывать на повышение ранга. В сезоне 1951/52 был установлен клубный рекорд, игрок команды Ронни Блэкмен забил 39 мячей в чемпионате. В течение последующих десятилетий «Рединг» путешествовал между третьим и четвёртым дивизионами. Лишь спустя 55 лет, в 1986 году, клуб смог вернуться во второй дивизион, однако возвращение оказалось не долгим и спустя пару лет команда снова оказалась рангом ниже.
«Рединг» смог повысить свой статус лишь в начале 1990-х, в результате очередной реформы английской футбольной лиги (третий дивизион стал вторым). В это же время у команды сменилось руководство: председателем клуба стал Джон Мадейски, а пост главного тренера занял Марк Макги. Смена пошла на пользу и команда стала играть в довольно привлекательный и атакующий футбол. Работа Макги принесла свои плоды уже в 1994 году, когда «Рединг» выиграл чемпионат второго дивизиона и поднялся в первый (будущий «Чемпионшип»). В первом же сезоне, в первом дивизионе, по непонятным причинам Марк Макги подал в отставку. Но эта неожиданность не помешала «Редингу» выиграть серебро в чемпионате, однако второе место не давало прямой путёвки в Премьер-лигу, и команде пришлось бороться в серии плей-офф. Обыграв в полуфинале «Транмер Роверс» со счётом 3:1 по сумме двух встреч, «Рединг» в финале уступил «Болтону». Тот финальный матч, проходивший на легендарном лондонском стадионе «Уэмбли», был весьма драматичным: «Рединг» вёл со счётом 2:0, благодаря голам Ли Ногана и Адриана Уильямса, но проиграл в дополнительное время со счётом 3:4. Во второй половине 1990-х годов клуб дважды доходил до четвертьфинала Кубка Английской лиги (в 1996 и 1998 годах). В 1998 году «Рединг» в очередной раз оказался во втором дивизионе, заняв последнее место в первом. Немного спустя после вылета клуб получил новый стадион — «Мадейски», который вмещал около 25 000 болельщиков. В начале игра на новой арене у команды не складывалась, и «Рединг» никак не мог двинуться выше середины турнирной таблицы. Однако в сентябре 1999 года на посту главного тренера появился Алан Пардью, которому удалось наладить игру команды. К концу сезона «Рединг» смог занять третье место и получил право участвовать в борьбе за выход в первый дивизион, играя в серии плей-офф. Однако в финале болельщиков «Рединга» ждало разочарование, команда уступила в Кардиффе на стадионе «Миллениум» «Уолсоллу», в дополнительное время со счётом 2:3.

### Начало XXI века
В сезоне 2001—2002-го годов «Редингу» оказалось по силам завоевать серебро в чемпионате второго дивизиона, что автоматически давало путёвку в первый. В 2003 году произошла смена главного тренера. Пардью покинул команду и возглавил «Вест Хэм», который только что покинул Премьер-лигу, а ему на смену был приглашён Стив Коппелл. В 2006 году клуб впервые в своей истории оказался в Премьер-лиге. Первый сезон среди элиты английского футбола оказался удачным, и по итогам чемпионата команда заняла восьмое место в турнирной таблице (едва не оказавшись в зоне УЕФА). Однако уже в следующем сезоне «Редингу» пришлось бороться за выживание, и в итоге (команда заняла 18-е место уступив «Фулхэму» по разнице мячей) клуб покинул Премьер-лигу. После сезона 2008/09 Стив Коппелл покинул команду, приняв предложение из «Бристоль Сити», а на пост главного тренера пришёл Брайан Макдермотт. В сезоне 2011/2012 команда заняла первое место в Чемпионшипе, и получила возможность играть в АПЛ. В сезоне 2012/13 Рединг занял 19-е место в английской премьер лиге и снова выбыл в Чемпионшип.
В январе 2012 года контрольный пакет акций «Рединга» (51 %) приобрела инвестиционная компания Thames Sports Investment (TSI), владельцем которой является российский предприниматель, 29-летний Антон Зингаревич. Отец Антона Зингаревича Борис является бывшим бизнес-партнёром Дмитрия Медведева и одним из основателей и владельцев крупнейшей в России целлюлозно-бумажной компании Илим Палп. 23 сентября 2014 года Зингаревич продал свои 51 % акций «Рединга» тайскому консорциуму — Хуньин Сасима Сривикорн, руководящая группой инвесторов, станет сопредседателем совета директоров клуба наравне с Джоном Мадейски. Сумма сделки неизвестна.

## Болельщики
Среди болельщиков «Рединга» есть знаменитые личности, например, музыкант Майк Олдфилд.

## Символика

### Форма

#### Домашняя
| 2008/09 | 2009/10 | 2010/11 | 2011/12 | 2012/13 | 2013/14 | 2016/17 | 2017/18 | 2018/19 | 2019/20 | 2020/21 |
| 2021/22 | 2022/23 |         |         |         |         |         |         |         |         |         |

#### Гостевая
| 2008/09 | 2009/10 | 2011/12 | 2011/12 | 2012/13 | 2013/14 | 2016/17 | 2017/18 | 2018/19 | 2019/20 | 2020/21 |
| 2021/22 | 2022/23 |         |         |         |         |         |         |         |         |         |

#### Резервная
| 2022/23 |

Источники:,
В сезоне 2022/2023 на рукава домашней формы нанесли разноцветные линии синего и красного цвета, которые демонстрируют падение или рост средней годовой температуры в графстве Беркшир по годам с момента основания «Рединга». Данная форма сделана из переработанных пластиковых бутылок.

## Текущий состав
| 1  | Флаг Англии         | Вр  | Дэвид Баттон        | 1989 |  |  |  |  |  |
| 22 | Флаг Португалии     | Вр  | Жоэл Перейра        | 1996 |  |  |  |  |  |
| 31 | Флаг Ямайки         | Вр  | Конайя Бойс-Кларк   | 2003 |  |  |  |  |  |
|    |                     |     |                     |      |  |  |  |  |  |
| 2  | Флаг Англии         | Защ | Клинтон Мола        | 2001 |  |  |  |  |  |
| 3  | Флаг Англии         | Защ | Том Холмс           | 2000 |  |  |  |  |  |
| 5  | Флаг Англии         | Защ | Том Макинтайр       | 1998 |  |  |  |  |  |
| 6  | Флаг Англии         | Защ | Харли Дин           | 1991 |  |  |  |  |  |
| 17 | Флаг Ганы           | Защ | Энди Ядом (капитан) | 1991 |  |  |  |  |  |
| 18 | Флаг Англии         | Защ | Неста Гиннесс-Уокер | 1999 |  |  |  |  |  |
| 20 | Флаг Монтсеррата    | Защ | Джериел Дорсетт     | 2002 |  |  |  |  |  |
| 24 | Флаг Новой Зеландии | Защ | Тайлер Биндон       | 2005 |  |  |  |  |  |
| 30 | Флаг Ганы           | Защ | Келвин Абрефа       | 2003 |  |  |  |  |  |
| 32 | Флаг Англии         | Защ | Нелсон Эбби         | 2003 |  |  |  |  |  |
| 47 | Флаг Англии         | Защ | Мэтью Карсон        | 2002 |  |  |  |  |  |
|    |                     |     |                     |      |  |  |  |  |  |
| 4  | Флаг Камеруна       | ПЗ  | Бен Эллиотт         | 2002 |  |  |  |  |  |

| 8  | Флаг Уэльса   | ПЗ  | Чарли Сэвидж                                 | 2003 |  |  |  |  |  |
| 11 | Флаг Англии   | ПЗ  | Феми Азиз                                    | 2001 |  |  |  |  |  |
| 14 | Флаг Англии   | ПЗ  | Ови Эджария                                  | 1997 |  |  |  |  |  |
| 23 | Флаг Англии   | ПЗ  | Сэм Хатчинсон                                | 1989 |  |  |  |  |  |
| 27 | Флаг Сенегала | ПЗ  | Амаду Мбенге                                 | 2002 |  |  |  |  |  |
| 28 | Флаг Гвинеи   | ПЗ  | Мамади Камара                                | 1995 |  |  |  |  |  |
| 29 | Флаг Англии   | ПЗ  | Льюис Уинг                                   | 1995 |  |  |  |  |  |
| 42 | Флаг Англии   | ПЗ  | Кейлан Викерс                                | 2004 |  |  |  |  |  |
|    |               |     |                                              |      |  |  |  |  |  |
| 7  | Флаг Англии   | Нап | Харви Ниббс                                  | 1999 |  |  |  |  |  |
| 9  | Флаг Англии   | Нап | Доминик Баллард (в аренде из «Саутгемптона») | 2005 |  |  |  |  |  |
| 10 | Флаг Англии   | Нап | Сэм Смит                                     | 1998 |  |  |  |  |  |
| 12 | Флаг Нигерии  | Нап | Пол Мукайру (в аренде из «Копенгагена»)      | 2000 |  |  |  |  |  |
| 15 | Флаг Нигерии  | Нап | Келвин Эхибатиоман                           | 2003 |  |  |  |  |  |
| 48 | Флаг Мальты   | Нап | Басил Тума                                   | 2005 |  |  |  |  |  |